# Jaakko Tähtinen
Jaakko Tähtinen (né en 1904 – mort en 1970) est un architecte finlandais.

## Biographie
Jaakko Tähtinen a conçu un grand nombre d'immeubles de Tampere.
Il a conçu des immeubles résidentiels et des immeubles de bureaux.
Son ouvrage principal est la patinoire de Tampere, achevée en 1965.
Il a également conçu des bâtiments commerciaux à Kuopio, Pori et Joensuu. 
Au début des années 1950, Jaakko Tähtinen a concu un plan modèle pour la Suomen Yhdyspankki, selon lequel plusieurs succursales de la banque ont été construites à travers la Finlande.

## Ouvrages principaux

### À Tampere
- 1931, Pyynikintori 8[1]
- 1934,  Puistolinna, Hämeenpuisto 18,
- 1937, Sorsapuistontalo, Sorsapuisto 1
- 1938, Habitation de la direction de la Papeterie de Lievestuore (fi),
- 1938, Turvantalo, Hämeenkatu 25 ,
- 1938, Bâtiment de la Suomen Yhdyspankki, Hämeenkatu 24,
- 1941, Siège de la SMK, Hämeenkatu 7[2],
- 1942, Bâtiment de l'usine Mensa (act. Saarioinen),
- 1952, Veljeslinna,
- 1958, Tekstiilitalo (fi),
- 1965, Patinoire de Tampere,

### Autres lieux
- 1938,  Église de Metsäkansa (fi), Valkeakoski[3]
- 1950, Église de Viiala (fi), Viiala
- 1954 Maison de Ahdinkatu-Omakatu, Petsamo

## Galerie

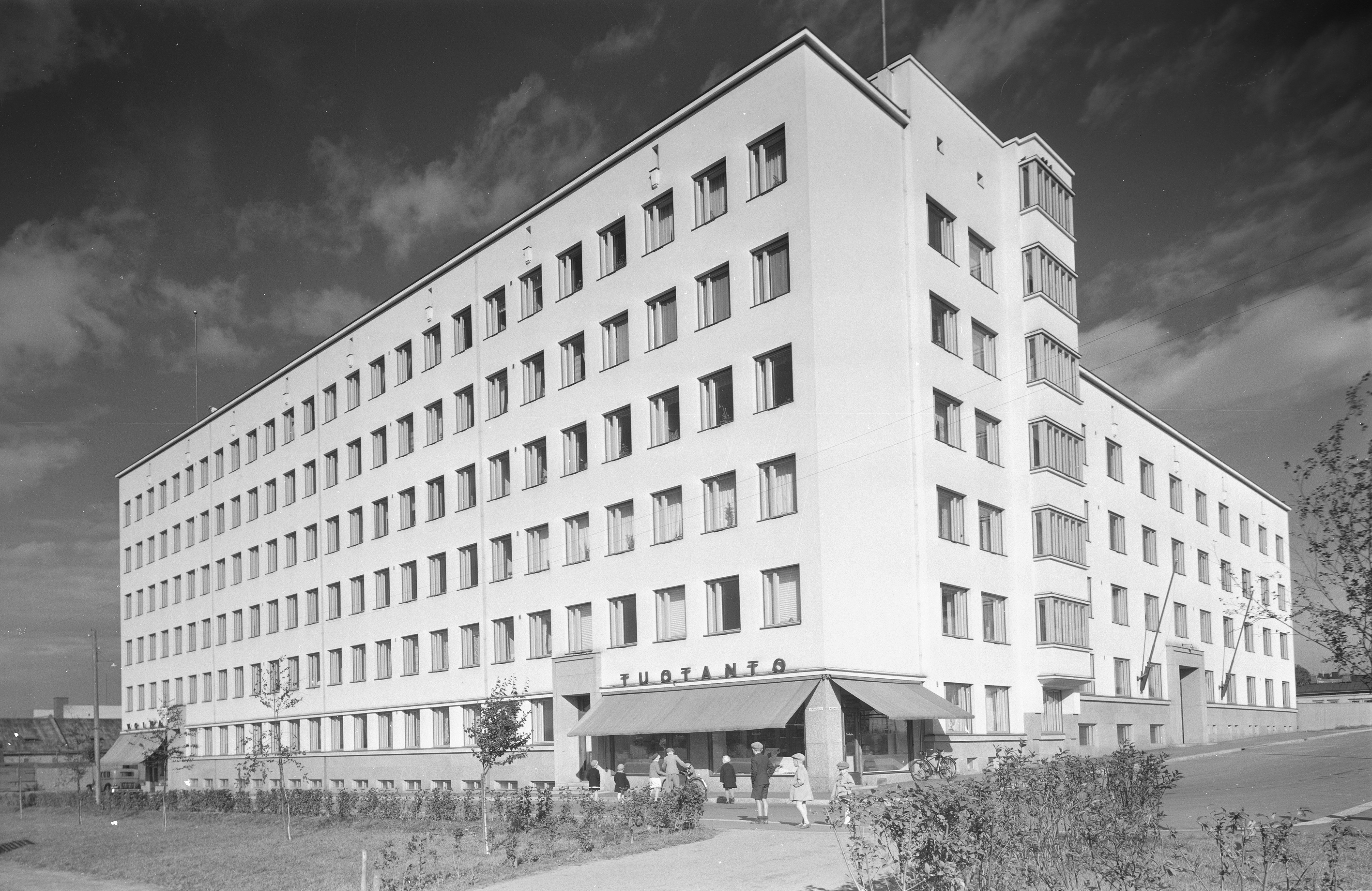
Sorsapuistontalo.
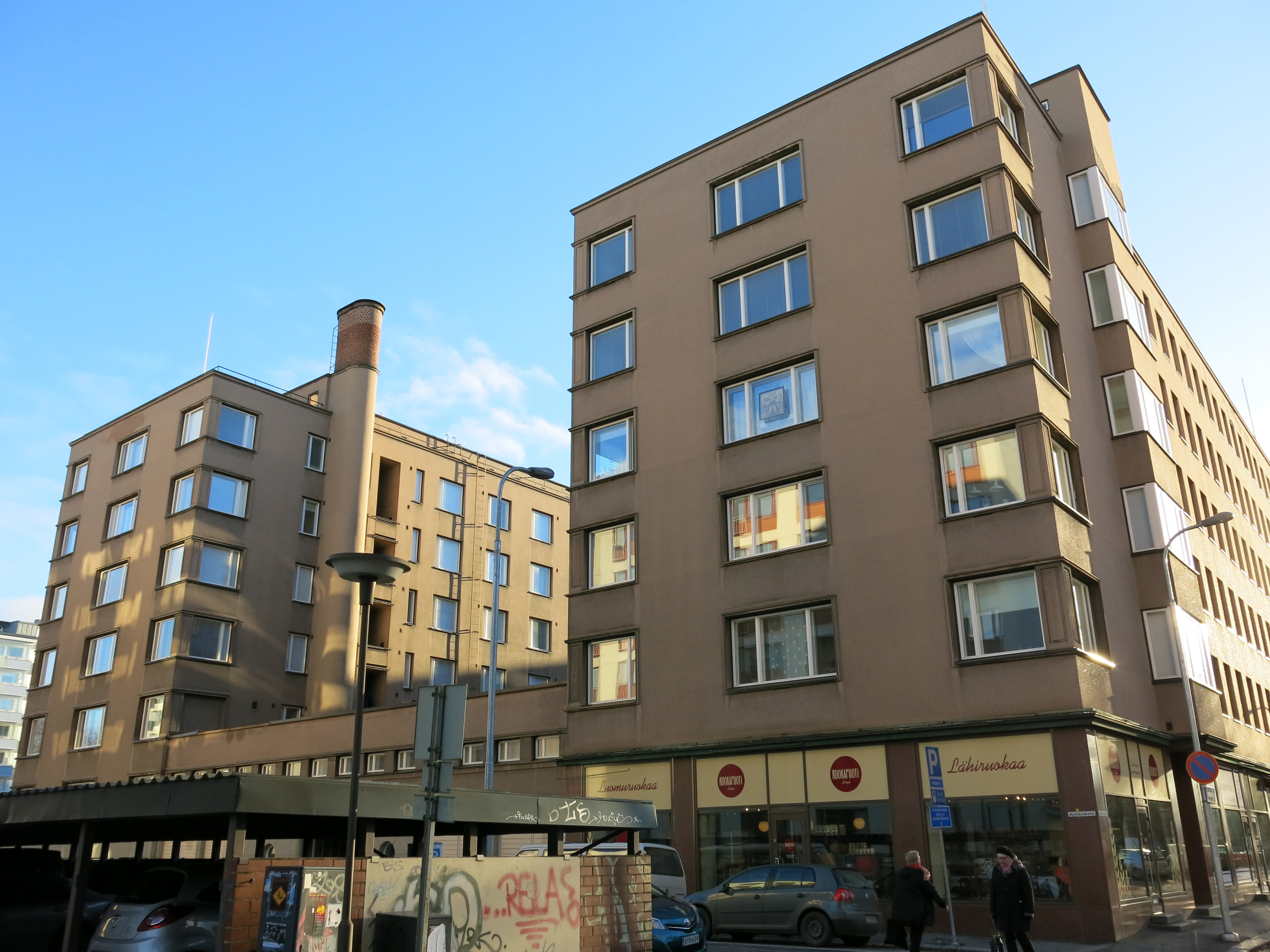
Akonlinna.
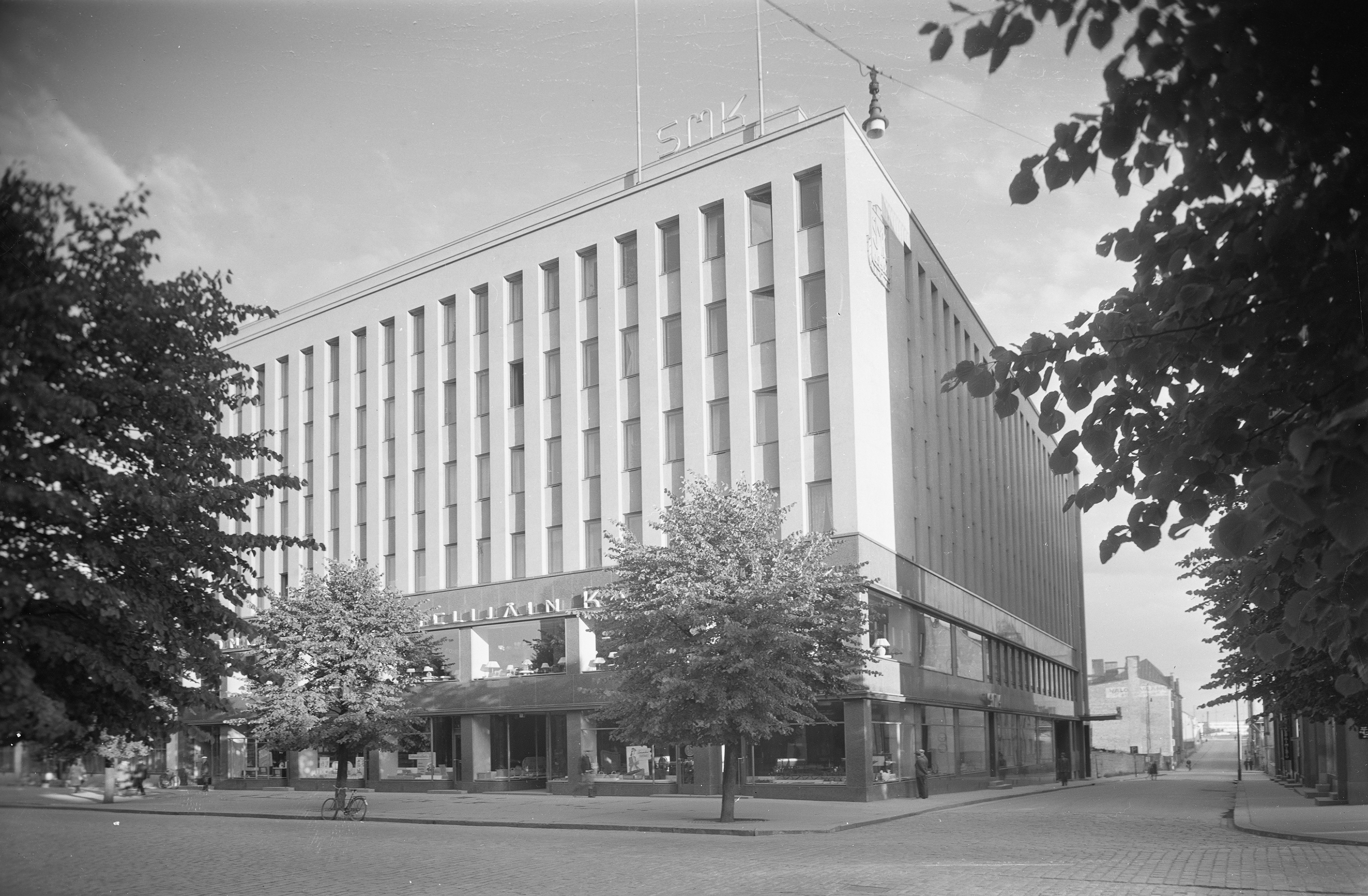
Immeuble SMK.
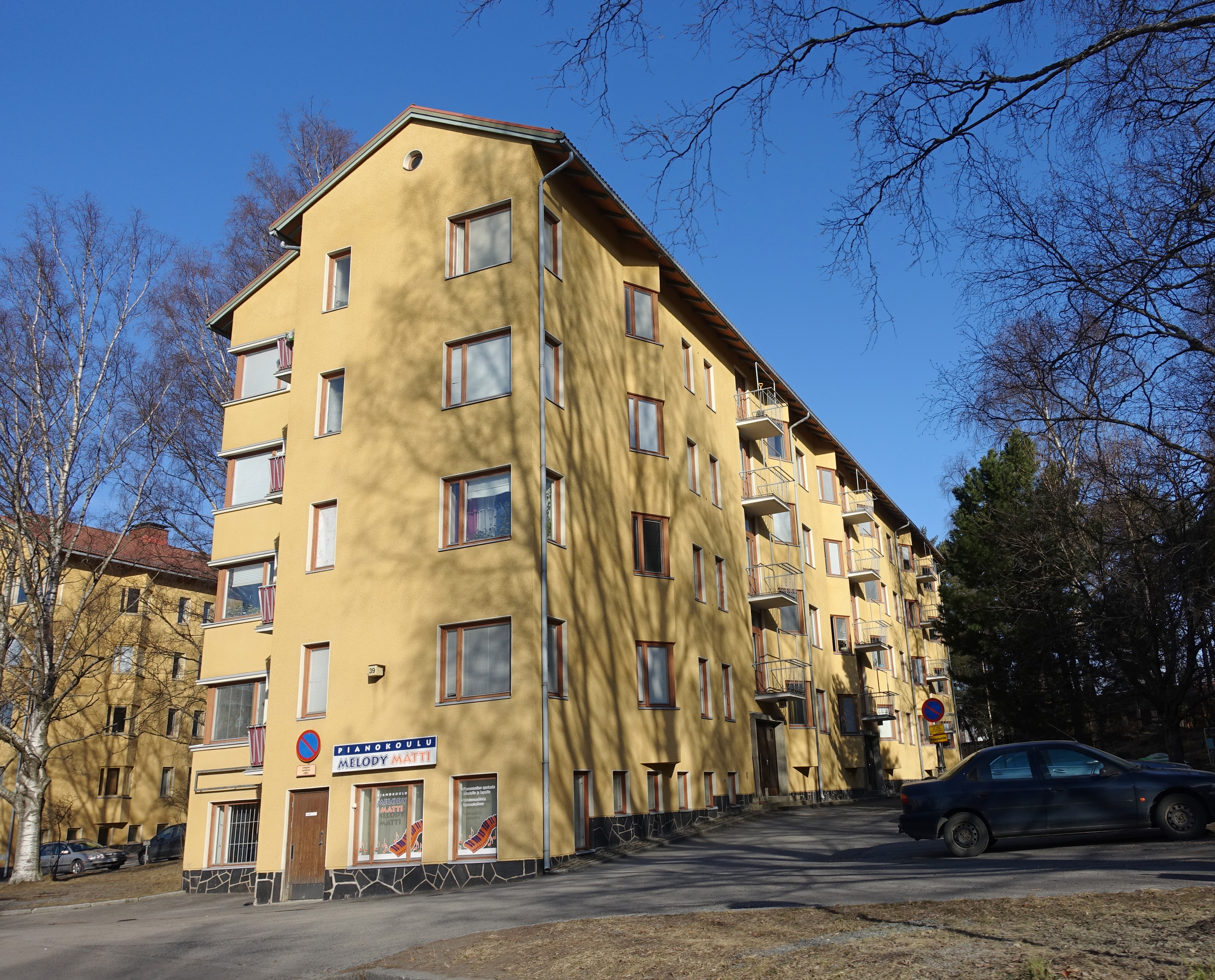
Une des maisons de Koskentie.
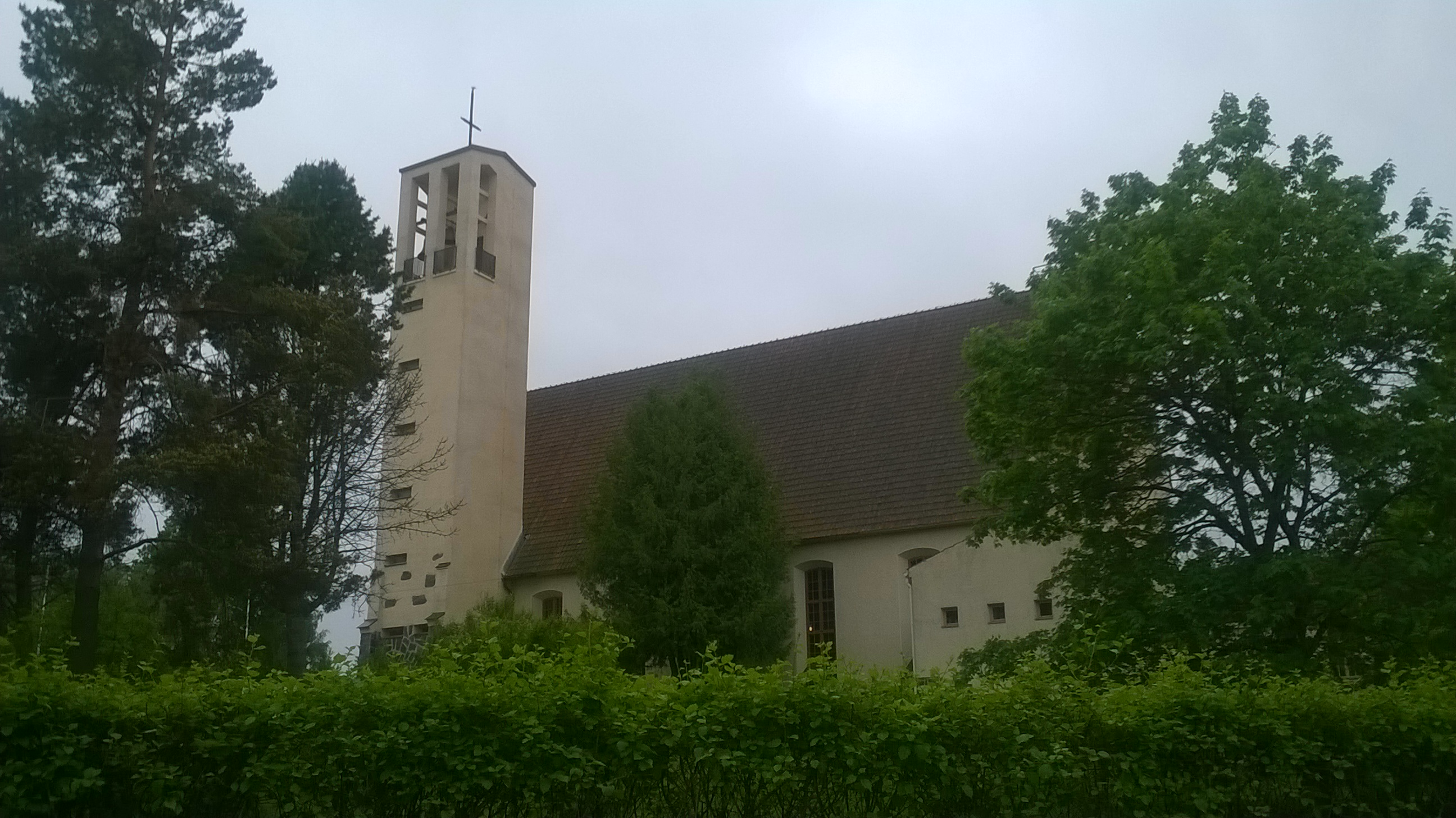
Église de Viiala.
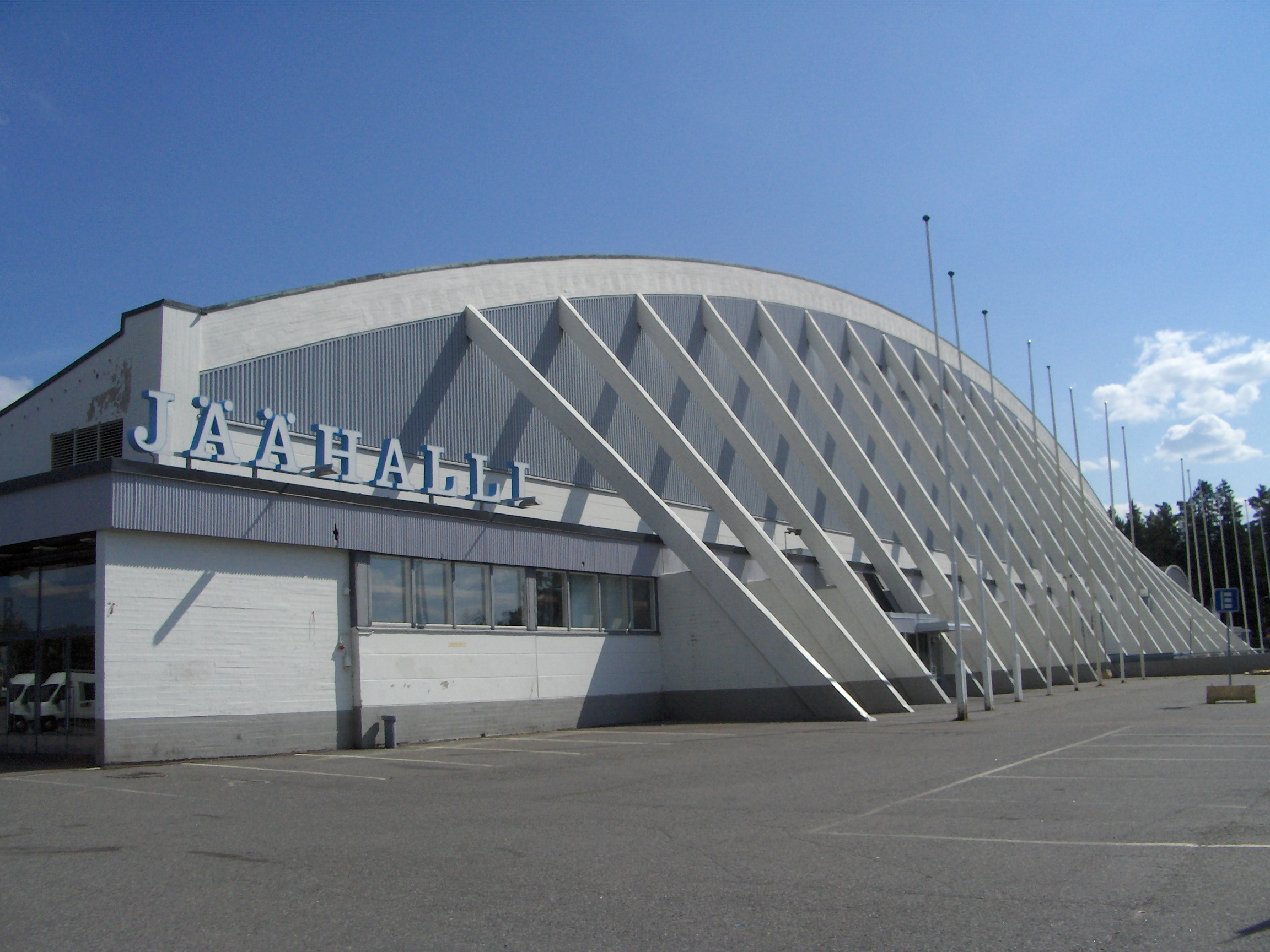
Patinoire de Tampere
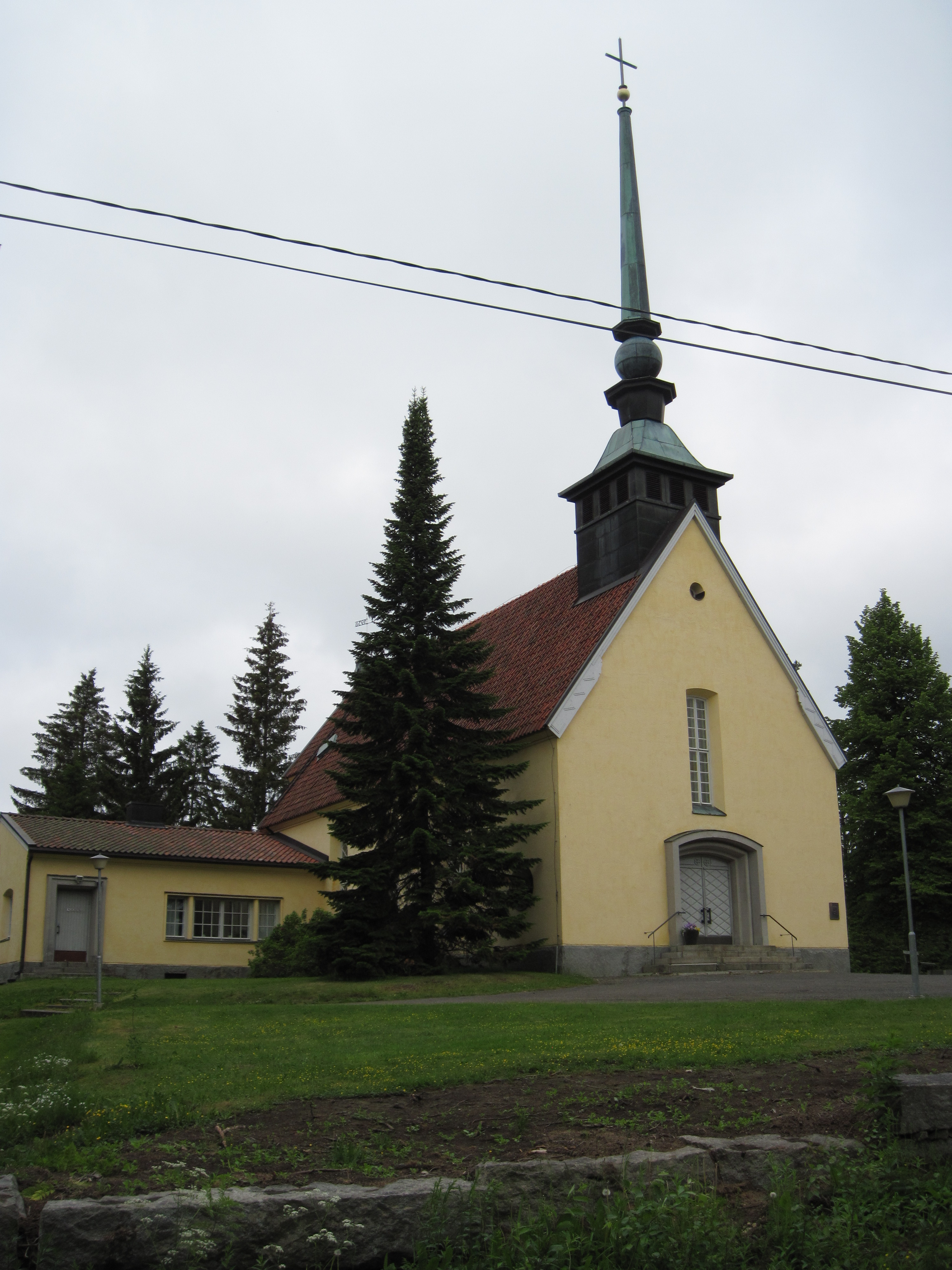
Église de Metsäkansa
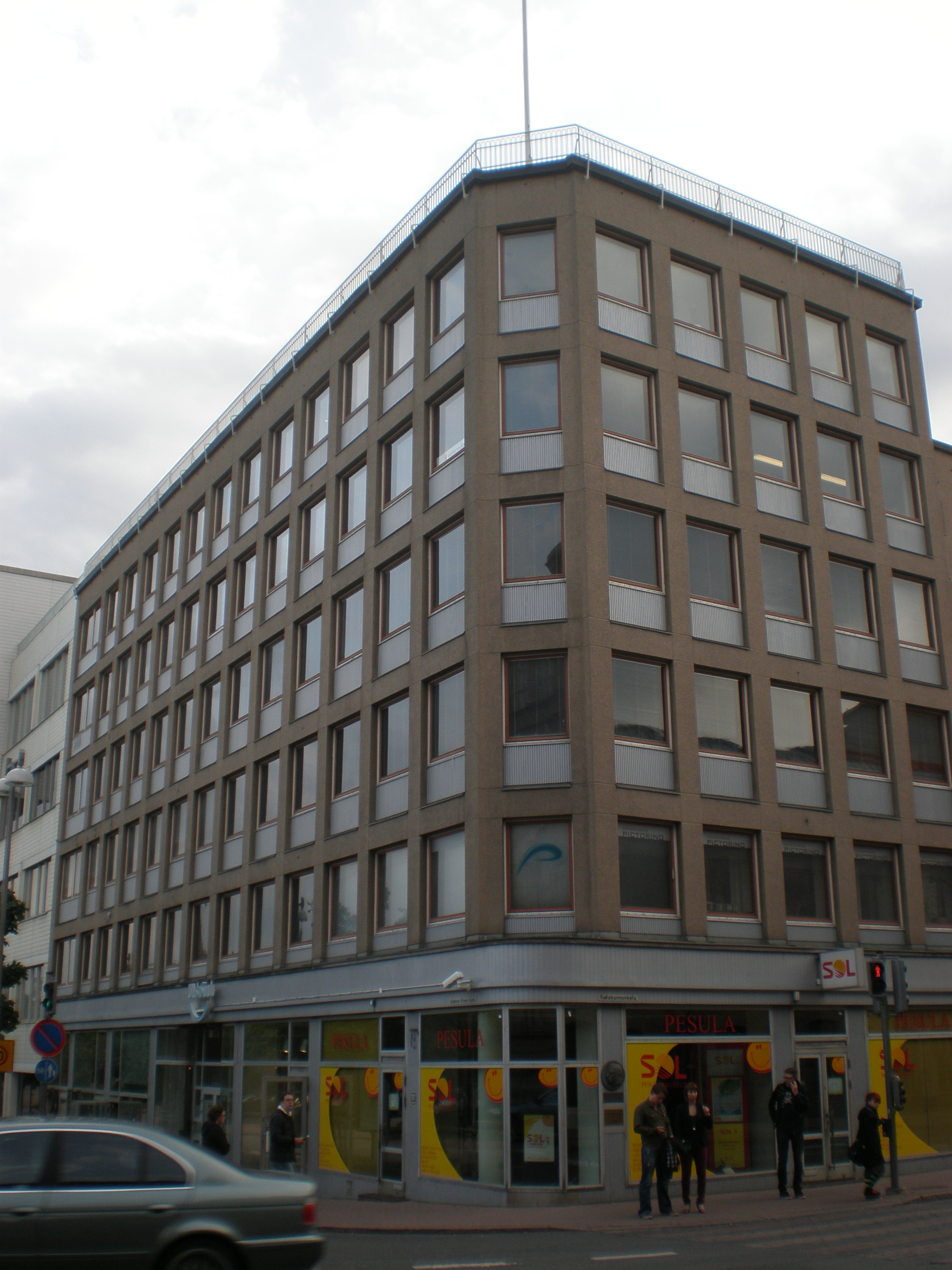
Tekstiilitalo
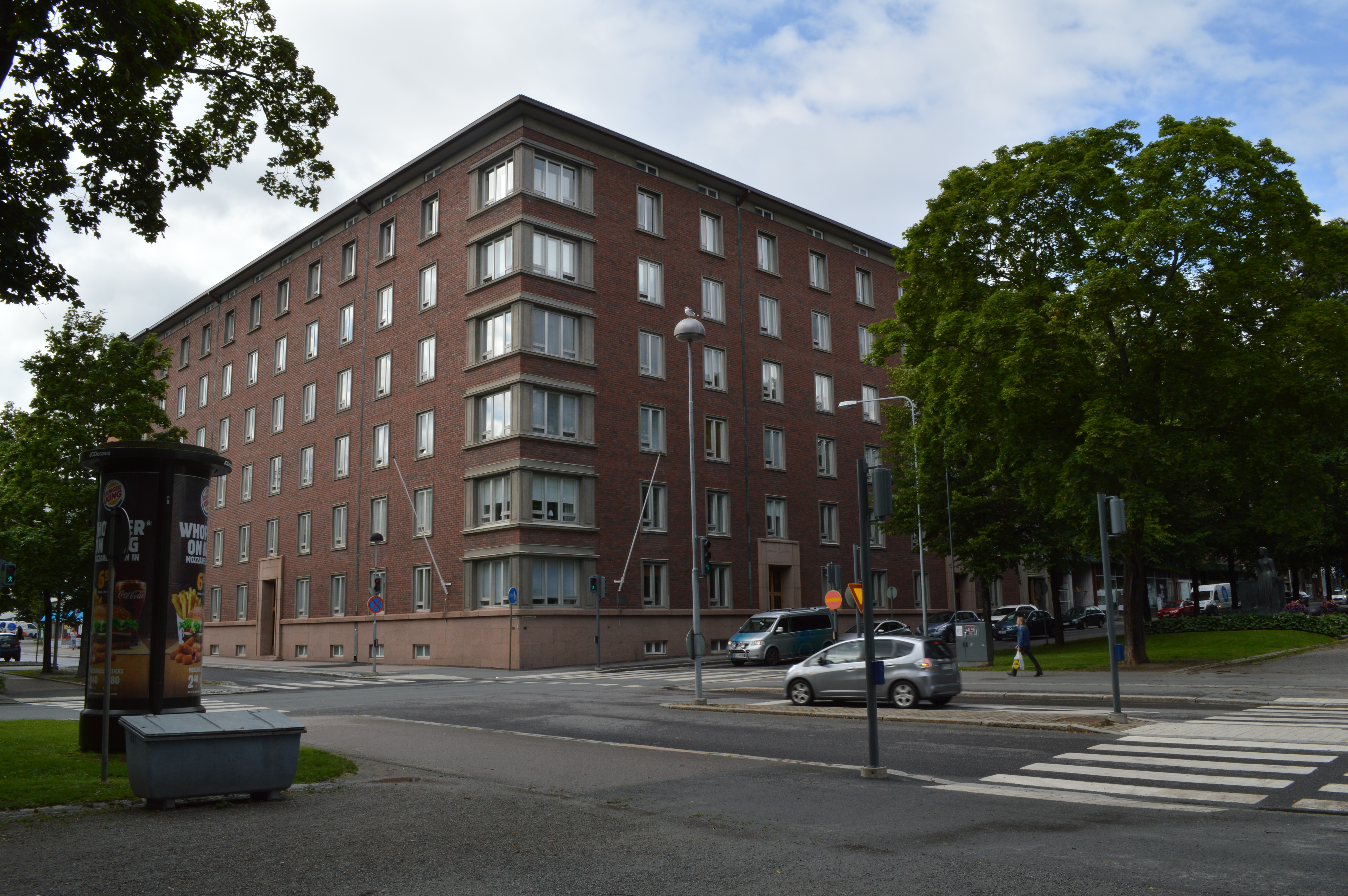
Puistolinna
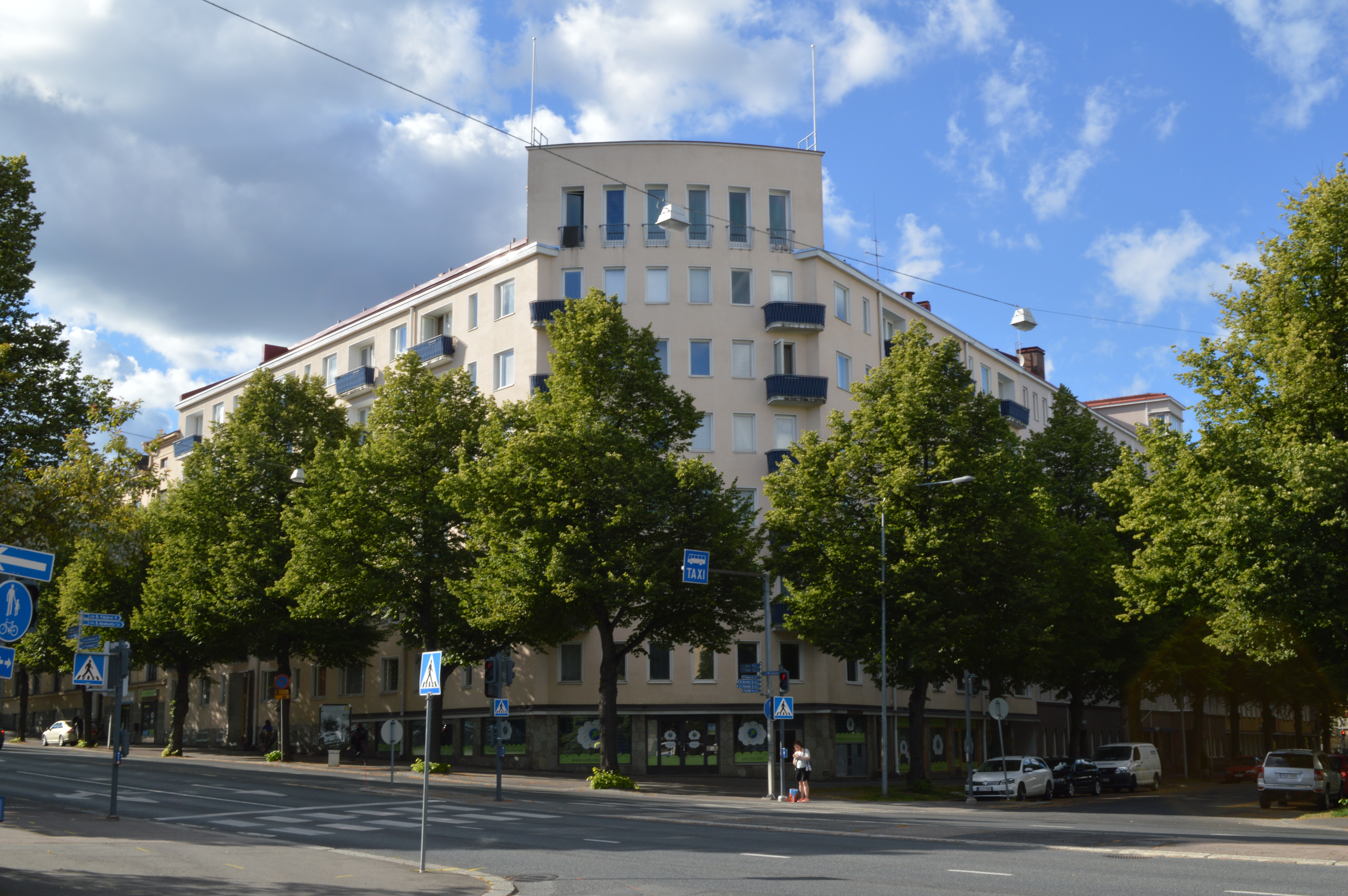
Veljeslinna